# Вельбівська волость
Вельбівська волость — адміністративно-територіальна одиниця Гадяцького повіту Полтавської губернії.
Станом на 1885 рік — складалася з 7 поселень, 8 сільських громад. Населення 5226 — осіб (2579 осіб чоловічої статі та 2647 — жіночої), 898 дворових господарств.
На 1900 рік до складу волості входили Гадяцькі козацьке та селянське товариства міста Гадяч, оскільки саме місто Гадяч не мало власної волості.

Старшинами волості були:
- 1900 року селянин Кирило Дементійович Мотрич;
- 1904–1913 роках селянин Харитон Якимович Марченко;
- 1915 року селянин Григорій Артемович Оленченко.